# Robert Stephens
Sir Robert Graham Stephens (ur. 14 lipca 1931 w Shirehampton, zm. 12 listopada 1995 w Londynie) – brytyjski aktor teatralny, telewizyjny, radiowy i filmowy.

## Życiorys
Urodził się w Shirehampton w Bristolu jako najstarsze z trójki dzieci Gladys Millicent (z domu Deverill), pracownicy fabryki czekolady, i Reubena Stephensa, robotnika stoczniowego i inspektora kosztów. W wieku 18 lat zdobył stypendium w Bradford Civic Theatre School w Yorkshire, gdzie poznał swoją pierwszą żonę Norę, koleżankę ze studiów. Jego pierwszy profesjonalny występ miał miejsce w Caryl Jenner Mobile Theatre. W 1951 grał w Royalty Theatre w Morecambe, a następnie na Hippodrome w Preston. W Royalty Theatre dostrzegł go londyński reżyser Tony Richardson i w 1956 zaangażował w pierwszym sezonie English Stage Company w Royal Court.
W 1958 zadebiutował na Broadwayu w roli tytułowej w sztuce Johna Osborne’a Epitafium dla George’a Dillona, za którą był nominowany do Tony Award. W 1963 dołączył do nowo utworzonej National Theatre Company, występując jako Horacy w inauguracyjnej produkcji Hamlet. Cztery lata później został zastępcą dyrektora National Theatre Company.
Najbardziej znane role filmowe Stephensa to Teddy Lloyd w melodramacie Ronalda Neame’a Pełnia życia panny Brodie (1969), w którym zagrała jego ówczesna żona Maggie Smith, i tytułowy detektyw w komedii kryminalnej  Billy’ego Wildera Prywatne życie Sherlocka Holmesa (1970).
W 1993 otrzymał Laurence Olivier Award za rolę Falstaffa w Henryku IV z Royal Shakespeare Company. W 1995 został uhonorowany tytułem szlacheckim.
Po latach złego stanu zdrowia zmarł 12 listopada 1995 w wieku 64 lat z powodu powikłań podczas operacji.